# 夏の光、夏の音
『夏の光、夏の音』（なつのひかり、なつのおと）は、八十川勝監督の日本映画。

## 映画

### ストーリー
喫茶店に勤めている女性、麻衣、彼女は全盲の視覚障害者であった。
その喫茶店にまったく何もしゃべらない、無口な男性健太郎がやって来た。
彼は聴覚障害者だった。
最初、コミュニケーションの方法に戸惑う麻衣であったが、
健太郎が点字を覚えることで、コミュニケーションがとれるようになっていき、
点字での文通が始まった。
そして、スマホを活用することでお互い連絡が取れるようになってくる２人。
徐々に距離が縮まる２人だが、直接話すことの出来ない歯痒さも感じ始めるようになる。

### キャスト
- 石川麻衣: 北原夕
- 谷口健太郎: Kazuki

- 山岡智子: 星川恵美・・・喫茶店の店長。

### スタッフ
- 原作: 八十川勝
- 脚本: 八十川勝
- 音楽: 飯田恵
- 監督: 八十川勝
- 主題歌: コノハコトノハ「夏の光、夏の音」
- 製作: 垂水映画劇団